# Gagauz Republic
Cộng hòa Gagauz ( Gagauz : Gagauz Respublikası ; tiếng Romania : Republica Găgăuzia ; tiếng Nga : Республика Гагаузия , Respublika Gagauzija ) là một quốc gia không được công nhận tách khỏi Moldova trong thời kỳ Liên Xô tan rã nhưng sau đó gia nhập Moldova một cách hòa bình sau khi độc lập trên thực tế từ năm 1990 đến 1994. 

## Lịch sử
Đại hội đại biểu đặc biệt của người Gagauz được tổ chức vào ngày 12 tháng 11 năm 1989, trong đó Cộng hòa Gagauz được tuyên bố là Cộng hòa xã hội chủ nghĩa Xô viết Moldavian , nhưng vào ngày hôm sau, Đoàn chủ tịch của Hội đồng tối cao Moldavia đã bãi bỏ các quyết định của Đại hội đặc biệt, gọi chúng là vi hiến. 
Đại hội Đại biểu Nhân dân Thảo nguyên phía Nam của Moldavia Xô viết tuyên bố độc lập khỏi Moldavia Xô viết và thành lập Cộng hòa Gagauz vào ngày 19 tháng 8 năm 1990. Hai ngày sau, Đoàn Chủ tịch Hội đồng Tối cao của Moldavian Xô viết đã tổ chức một cuộc họp. cuộc họp khẩn cấp, và một quyết định đã được đưa ra tuyên bố nền cộng hòa là bất hợp pháp và đại hội là vi hiến.  Một đội gồm các tình nguyện viên Moldova và các đơn vị cảnh sát đã được cử đến Gagauzia để dập tắt sự bất đồng chính kiến, nhưng sự xuất hiện của các binh sĩ SSV đã ngăn chặn đổ máu.
Vào tháng 12 năm 1994, trên cơ sở các thỏa thuận đạt được giữa Cộng hòa Gagauz và Cộng hòa Moldova, một tài liệu về sự hội nhập hòa bình của Gagauzia với các quyền tự trị đã được ký kết. Việc hợp nhất được thực hiện từ tháng 12 năm 1994 đến tháng 6 năm 1995, khi Cộng hòa Gagauz giải thể hợp pháp và trở thành Đơn vị lãnh thổ tự trị Gagauzia .

## Lực lượng vũ trang
Khi xung đột Gagauzia đang phát triển và căng thẳng giữa Gagauz và chính quyền trung ương ở Chișinău vẫn ở mức cao, các địa phương của Gagauz bắt đầu thành lập các cấu trúc bán quân sự để tự vệ. Nổi bật nhất là Tiểu đoàn Budjak ( Gagauz : Bucak Batalyonu ; tiếng Romania : Batalionul Bugeac ), do chính trị gia và người theo chủ nghĩa dân tộc Gagauz İvan Burgucu lãnh đạo  [ gag ; ru ]. 